# Passiflora quadrangularis
Passiflora quadrangularis, conocida también como badea, parcha, granadillo, tumbo gigante o quijón,  es una especie de plantas pasifloráceas de la zona intertropical.

## Ecología
Crece desde el nivel del mar hasta 1.000 m s. n. m. e incluso a veces hasta 1.800 m de altitud y en áreas no inundables con precipitaciones anuales de 900 a 3.400 mm. No resiste las heladas, crece a pleno sol, preferentemente entre 17° y 25 °C.

## Descripción

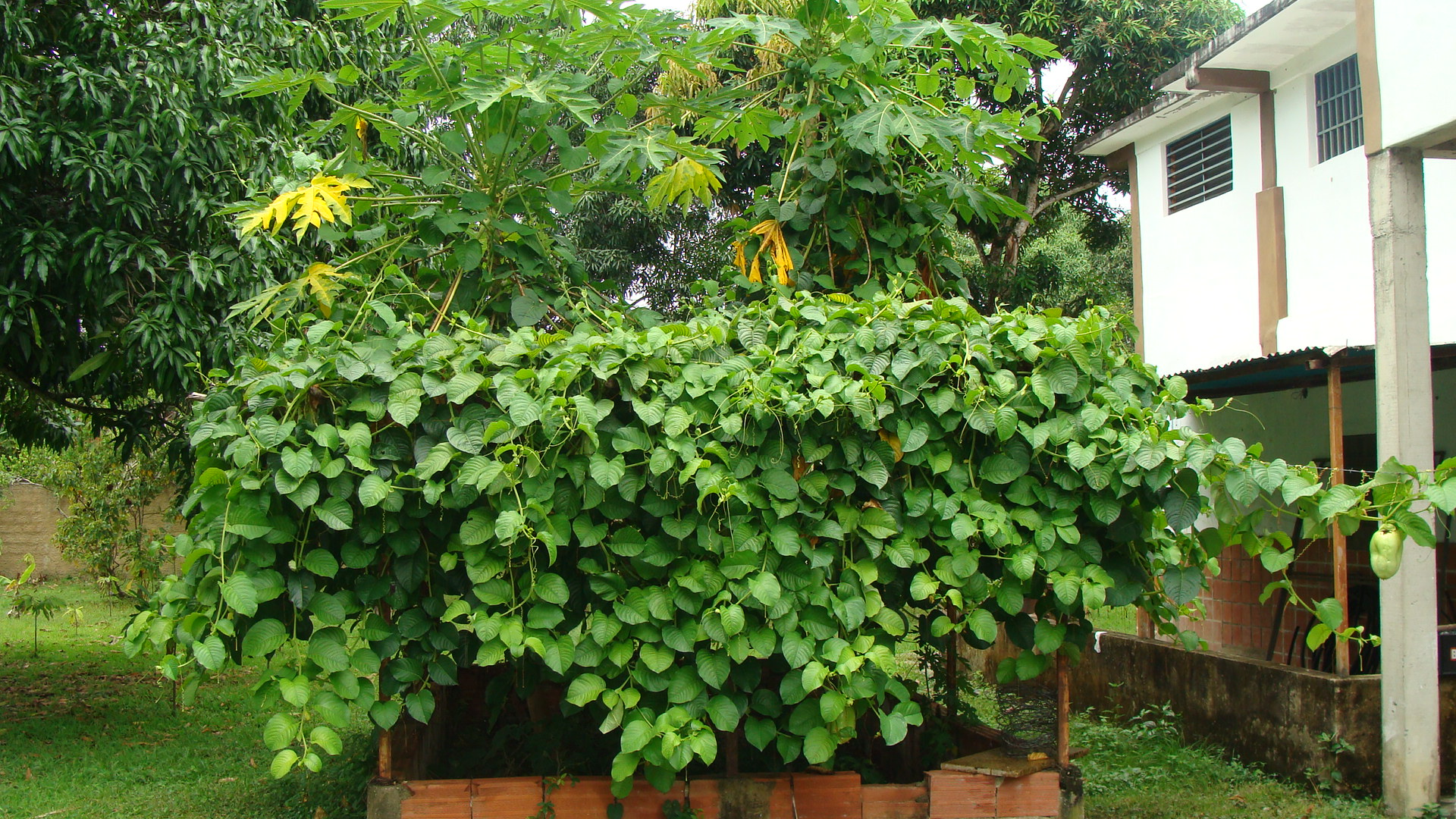
Mata de Passiflora quadrangularis también llamada badea o simplemente parcha.

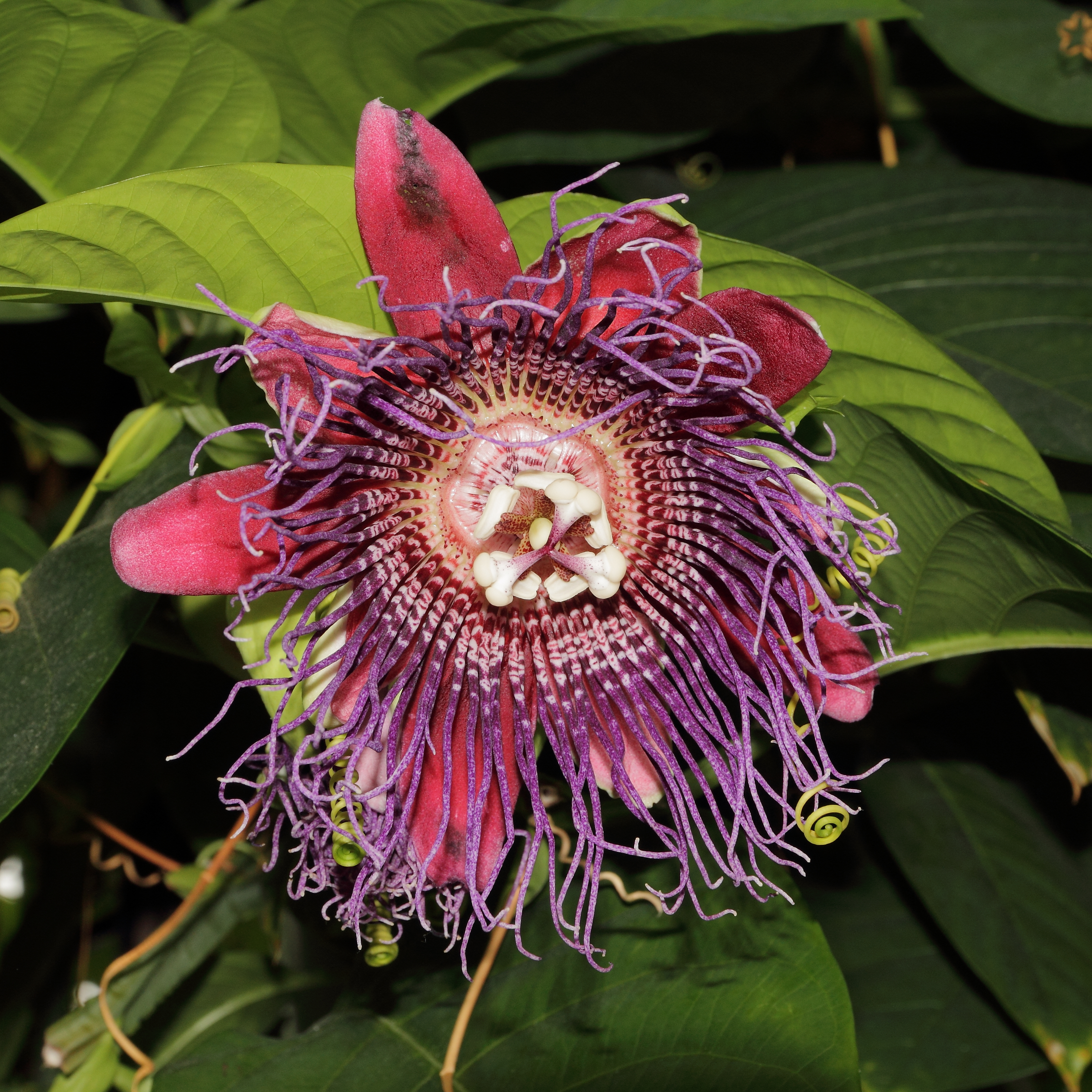
Flor.

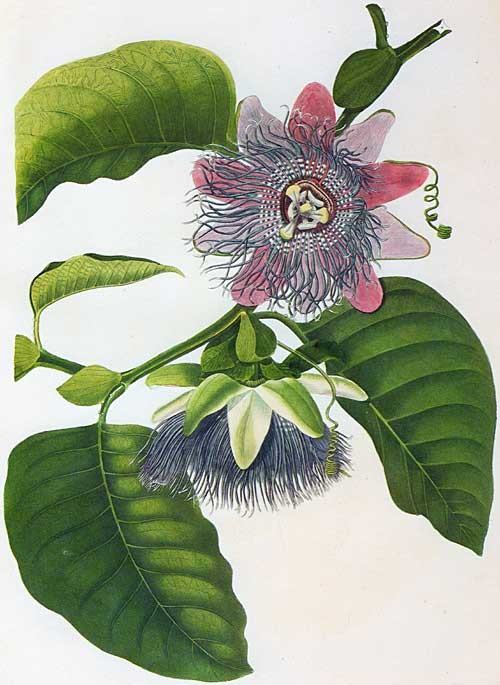
Ilustración.

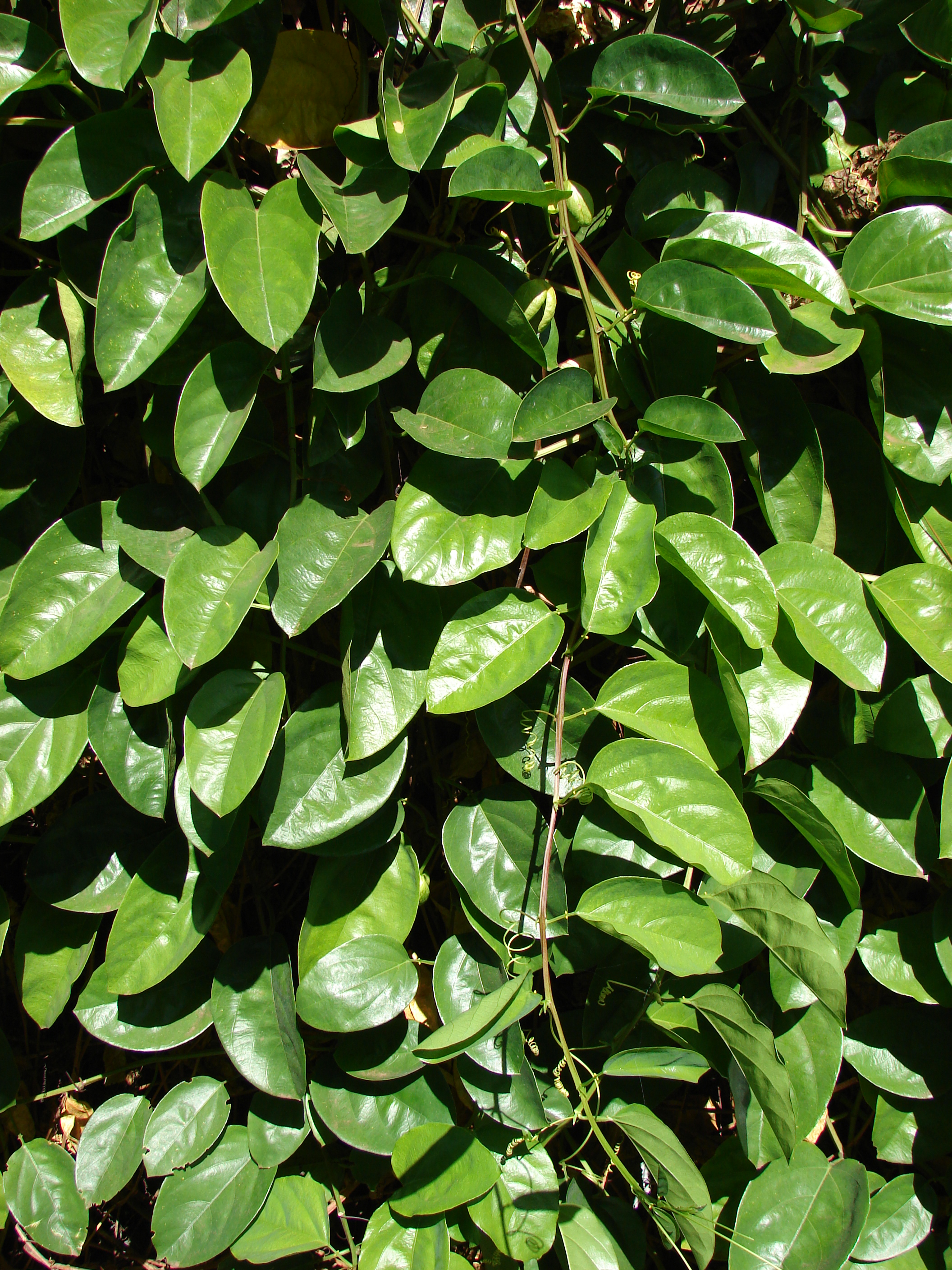
Hojas.

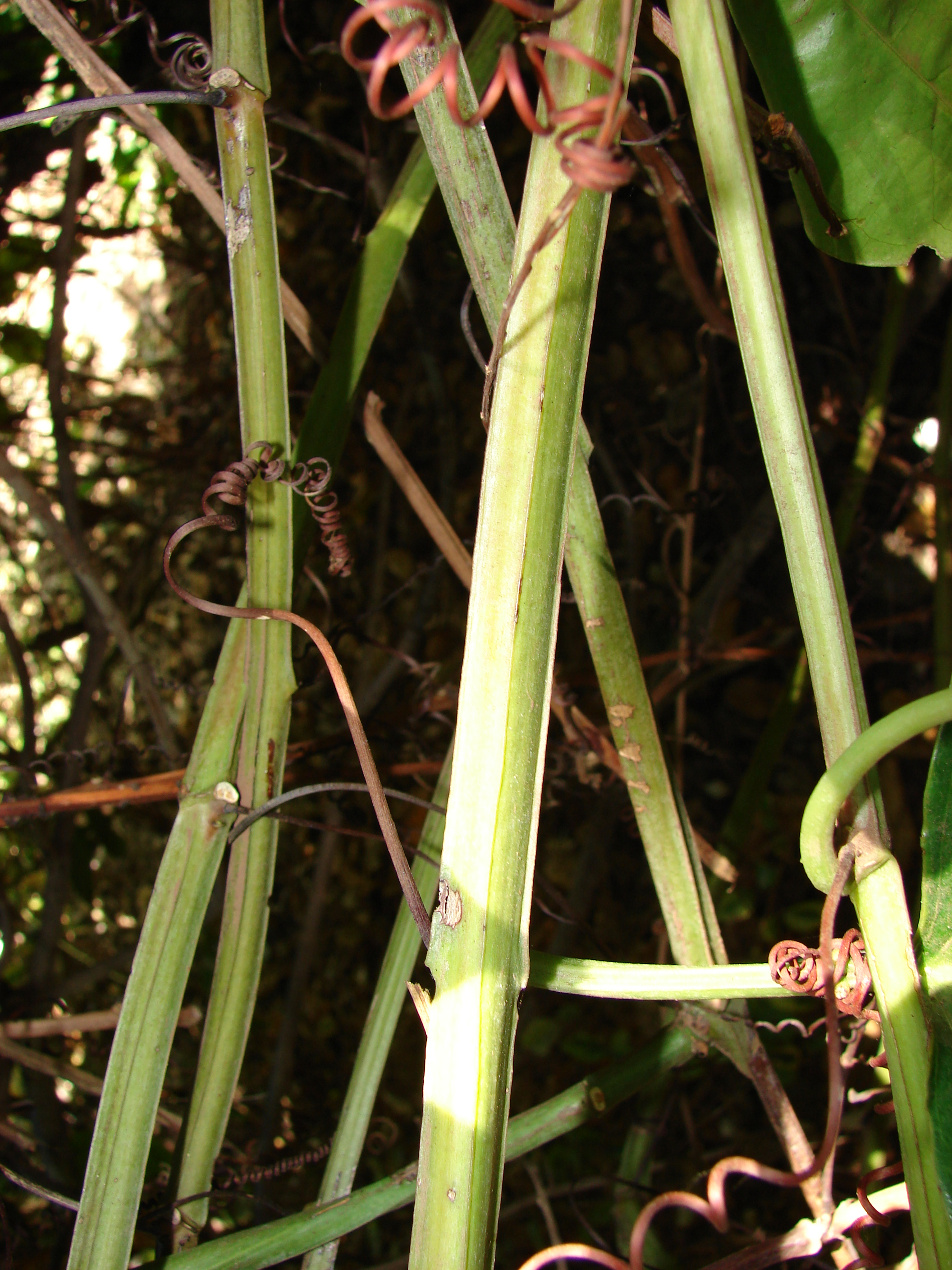
Ramas.

Trepadora vigorosa, se extiende de 10 a 20 m, con tallos verdes cuadrangulares, provistos de zarcillos simples. Esta planta es una enredadera típica que intercepta casi toda la luz solar debido a la frondosidad de sus hojas, por lo que debajo el suelo queda casi completamente a oscuras, como puede verse en la imagen, en la que también se ve un fruto casi completamente desarrollado a la derecha.

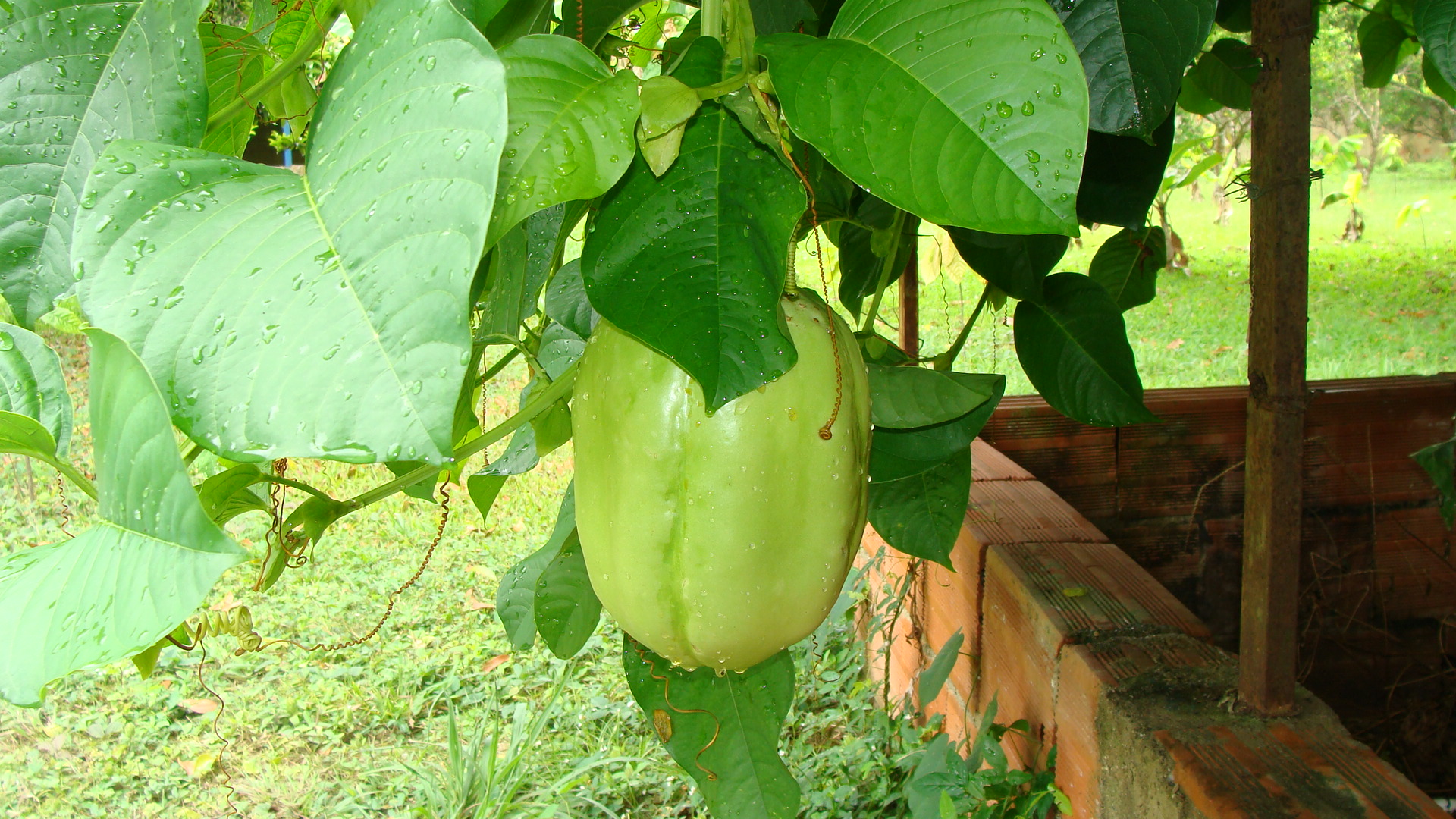
Fruto de la parcha (Passiflora quadrangularis).

Las hojas son ovales y de color verde claro, cordadas en la base, lanceoladas, de 10 a 25 cm de largo y 7 a 15 cm de ancho, de ápice abruptamente acuminado, de bordes enteros y ondulados. El peciolo tiene tres aristas, la inferior más desarrollada y tres pares de glándulas nectaríferas, ocasionalmente dos pares. El pedúnculo es solitario, en las axilas y de 1,5 a 3 cm de largo. Las flores presentan 8 a 12 cm de diámetro y los pétalos son de color blanco, violáceo, rosado por el lado externo y rojo por el lado interno. Si se planta bajo invernadero, no producirá frutos, pero tendrá abundantes flores muy hermosas.
El fruto es el más grande de todas las pasifloráceas, de 10 a 30 cm de largo, 8 a 16 cm de diámetro; de cáscara delgada amarillo verdosa, pulpa gruesa esponjosa, harinosa, jugosa, dulzona, de color blanco de más o menos 2,5 cm de grueso. Las semillas son duras, aplanadas, obovadas, con arilo de color salmón a amarillento traslúcido, jugoso y subácido.

## Gastronomía
El arilo y el mesocarpo se usan para bebidas y también para hacer dulces, jaleas y tortas. Los frutos inmaduros se hierven y se consumen como verdura. Es un alimento energético, que aporta minerales, particularmente hierro, calcio y fósforo, niacina y vitaminas A y C.
En Ecuador el jugo de badea es muy popular entre las familias. Se lo puede consumir con o sin pepas. Algunas amas de casa le agregan un poco de canela y vino.

## Uso medicinal
Se le atribuyen propiedades medicinales para el tratamiento del colesterol alto. La raíz se utiliza para eliminar los gusanos intestinales. En su composición se ha descubierto serotonina, un potente neurotransmisor, necesario para el buen estado del sistema nervioso y cuyas deficiencias son responsables de patologías como la depresión, ciertos tipos de obesidad, comportamientos obsesivos, insomnio y migrañas. Es la planta que contiene la cantidad más elevada de niacina.

## Taxonomía
Passiflora quadrangularis fue descrita por Carlos Linneo y publicado en Systema Naturae, Editio Decima 2: 1248. 1759.
Etimología
Ver: Passiflora
quadrangularis: epíteto latino que significa "con cuatro ángulos"
Sinonimia
- Granadilla quadrangularis (L.) Medik.
- Passiflora macrocarpa Mast.
- Passiflora macroceps Mast.
- Passiflora quadrangularis var. sulcata (Jacq.) DC.
- Passiflora sulcata Jacq.
- Passiflora tetragona M. Roem.[6]

## Nombres comunes
Su nombre común varía en todo el ámbito hispánico: "badea" (Colombia, Venezuela y Ecuador), "Granadillo" República Dominicana ,"badera", "corvejo", "motorro" (Colombia), "granadilla" (Nicaragua), "granada, granadilla grande" (Honduras), "granada" (El Salvador), "granadilla de costa" (Guatemala), "granadilla real", "parcha de Guinea", "sandía de pasión", "quijón" (Bolivia), "parcha granadilla", "parcha real" o simplemente "parcha" (Venezuela), "tumbo" (Perú, Ecuador), "granadilla" (Panamá) o "maracuyá gigante".
En España, donde se utiliza como planta trepadora en jardines, se le engloba en el grupo de las Pasionarias y Flores de la Pasión, en particular, como Pasionaria gigante.